# Pistišekova povšna
Pistišekova povšna este o arie protejată (arie specială de conservare — SAC, sit de importanță comunitară — SCI) din Slovenia întinsă pe o suprafață de 46,27 ha, integral pe uscat.

## Localizare
Centrul sitului Pistišekova povšna este situat la coordonatele 46°04′43″N 15°35′35″E / 46.0785°N 15.5931°E.

## Înființare
Situl Pistišekova povšna a fost declarat sit de importanță comunitară în aprilie 2004 pentru a proteja 2 specii de animale. Situl a fost protejat și ca arie specială de conservare în februarie 2012.

## Biodiversitate
Situată în ecoregiunea continentală, aria protejată conține 3 habitate naturale: Peșteri inaccesibile publicului, Păduri de fag Luzulo-Fagetum, Păduri ilirice de Fagus sylvatica (Aremonio-Fagion).
La baza desemnării sitului se află mai multe specii protejate de  mamifere (2): liliac cu urechi mari (Myotis bechsteinii), liliacul mic cu potcoavă (Rhinolophus hipposideros).